# Vireo gracilirostris
Vireo gracilirostris là một loài chim trong họ Vireonidae.